# Olivia (Minnesota)
Olivia és una població dels Estats Units a l'estat de Minnesota. Segons el cens del 2000 tenia 2.570 habitants.

## Demografia
Segons el cens del 2000, Olivia tenia 2.570 habitants, 1.075 habitatges, i 658 famílies. La densitat de població era de 425,9 habitants per km².
Dels 1.075 habitatges en un 28,2% hi vivien nens de menys de 18 anys, en un 52,2% hi vivien parelles casades, en un 6,1% dones solteres, i en un 38,7% no eren unitats familiars. En el 35,1% dels habitatges hi vivien persones soles el 18,1% de les quals corresponia a persones de 65 anys o més que vivien soles. El nombre mitjà de persones vivint en cada habitatge era de 2,3 i el nombre mitjà de persones que vivien en cada família era de 3.
Per edats la població es repartia de la següent manera: un 24,7% tenia menys de 18 anys, un 7,2% entre 18 i 24, un 23,5% entre 25 i 44, un 22,8% de 45 a 60 i un 21,8% 65 anys o més.
L'edat mediana era de 41 anys. Per cada 100 dones de 18 o més anys hi havia 92,4 homes.
La renda mediana per habitatge era de 35.060 $ i la renda mediana per família de 44.781 $. Els homes tenien una renda mediana de 31.793 $ mentre que les dones 25.541 $. La renda per capita de la població era de 17.889 $. Entorn del 6% de les famílies i l'11,3% de la població estaven per davall del llindar de pobresa.

## Poblacions més properes
El següent diagrama mostra les poblacions més properes.